# Сборная Японии по теннису в Кубке Дэвиса
Сборная Японии в Кубке Дэвиса (яп. デビスカップ日本代表) — мужская национальная сборная команда, представляющая Японию в Кубке Дэвиса — главном международном мужском профессиональном теннисном турнире на уровне национальных сборных. Выступает в Кубке Дэвиса с 1921 года (в 1981—85 и 2011—12 в Мировой группе), лучший результат — раунд вызова (финал) в 1921 году.

## История
Сборная Японии впервые приняла участие в розыгрыше Кубка Дэвиса после Первой мировой войны, в 1921 году. Пройдя после неявки соперников в своих первых двух матчах сразу в полуфинал турнира претендентов, Дзэндзо Симидзу и двукратный призёр Антверпенской Олимпиады Ития Кумагаэ обыграли там всухую команду Индии, а в финале одолели сильную сборную Австралазии — обладателей Кубка Дэвиса 1919 года. В раунде вызова, в котором решалась судьба кубка, японская команда, однако, не смогла на равных противостоять его обладателям — сборной США — и проиграла со счётом 5:0. В середине 20-х годов японцы, игравшие в это время против латиноамериканских команд и Канады, дважды подряд проходили в межзональный плей-офф, где оба раза проиграли находившейся на подъёме французской сборной. Значительным успехом стал в 1930 году выход в финал сильной Европейской зоны, однако там гостей из Азии остановила сборная Италии.
После Второй мировой войны японская сборная вернулась в Кубок Дэвиса не сразу, сыграв свой первый матч после перерыва только в 1951 году. В послевоенные годы на её пути в межзональный плей-офф часто становились соперники по первому году участия — индийцы и австралийцы. В 1981 году, с образованием Мировой группы, японская команда попала в число сформировавших её команд, но после двух поражений от шведов и французов выбыла из неё после первого же года. Спустя четыре сезона японцы снова вернулись в Мировую группу, но опять продержались там только год, последовательно проиграв американцам и испанцам. Между 1998 и 2007 годами японская команда трижды предпринимала штурм Мировой группы, но все три раза проигрывала в плей-офф. Третье возвращение в Мировую группу состоялось лишь по итогам сезона 2011 года, когда Кэй Нисикори и его сокомандники сломили в плей-офф сопротивление индийцев. Но и на сей раз пребывание японцев в высшем дивизионе Кубка Дэвиса оказалось ограничено одним годом, и они выбыли из него после поражений от команд Хорватии и Израиля. Вновь вернувшись в Мировую группу в конце 2013 года, японцы на этот раз сумели в ней задержаться, хотя в двух из трёх следующих сезонов им пришлось отстаивать право на выступления в ней в плей-офф.

### Участие в финалах (1)
Поражение (1)
| Год  | Место проведения | Покрытие | Состав                  | Соперники                                              | Счёт |
| ---- | ---------------- | -------- | ----------------------- | ------------------------------------------------------ | ---- |
| 1921 | Нью-Йорк, США    | Трава    | И. Кумагаэ, Дз. Симидзу | США: Б. Джонстон, Б. Тилден, Р. Н. Уильямс, У. Уошберн | 0:5  |

## Статистика и рекорды

### Команда
- Сыграно сезонов — 87
  - Из них в Мировой группе — 11
- Лучший результат — раунд вызова (финал), 1921
- Самая длинная серия побед — 4 (1921, 1930, 2013—2014)
- Самая крупная победа — 5:0 по играм, 15:0 по сетам, 90:28 по геймам ( Япония —  Филиппины, 1967)
- Самый длинный матч — 14 часов 39 минут ( Китайский Тайбэй —  Япония 3:2, 2005)
  - Наибольшее количество геймов в матче — 245 ( Австралия —  Япония 3:2, 1933)
- Самая длинная игра — 5 часов 25 минут ( Сесил Мамиит —  Тацума Ито 4-6 7-65 3-6 7-63 7-9, 2011)
  - Наибольшее количество геймов в игре — 73 ( З. Али/Л. Паес —  С. Мацуока/С. Ота 4-6 6-3 6-4 4-6 18-16, 1990)
- Наибольшее количество геймов в сете — 34 ( З. Али/Л. Паес —  С. Мацуока/С. Ота 4-6 6-3 6-4 4-6 18-16, 1990)

### Игроки
- Наибольшее количество сезонов в сборной — 15 (Такао Судзуки)
- Наибольшее количество матчей — 31 (Такао Судзуки)
- Наибольшее количество игр — 64 (Такао Судзуки, 41—23)
- Наибольшее количество побед — 41 (Такао Судзуки, 41—23)
  - В одиночном разряде — 27 (Цуёси Фукуи, 27—12; Такао Судзуки, 27—12)
  - В парном разряде — 14 (Такао Судзуки, 14—11)
  - В составе одной пары — 9 (С. Ивабути / Т. Судзуки, 9—5)
- Самый молодой игрок — 17 лет 276 дней (Синтаро Мотидзуки, 5 марта 2021)
- Самый возрастной игрок — 37 лет 194 дня (Фумитэру Накано, 25 июля 1952)

## Состав в сезоне 2023 года
- Ёсукэ Ватануки
- Таро Даниэль
- Бен Маклахлан
- Синтаро Мотидзуки
- Ёсихито Нисиока
- Сё Симабукуро
- Кайти Утида
- Кайто Уэсуги

Капитан — Го Соэда

## Недавние матчи

### I Мировая группа, 2023
| Израиль 3 | Дворец Шломо Груп, Тель-Авив, Израиль 16—17 сентября 2023 Хард(i) | Дворец Шломо Груп, Тель-Авив, Израиль 16—17 сентября 2023 Хард(i) | Япония 2 |      |      |  |
| \| \| \| \| 1 \| 2 \| 3 \| \| \| - \| \| ---------------------------------------------------------- \| --- \| ---- \| ---- \| \| \| 1 \| \| Ишай Олиэль Сё Симабукуро \| 4 6 \| 65 7 \| \| \| \| 2 \| \| Даниэль Цукирман Синтаро Мотидзуки \| 1 6 \| 7 65 \| 6 2 \| \| \| 3 \| \| Эдан Лешем / Даниэль Цукирман Бен Маклахлан / Кайто Уэсуги \| 2 6 \| 62 7 \| \| \| \| 4 \| \| Даниэль Цукирман Сё Симабукуро \| 2 6 \| 6 1 \| 7 64 \| \| \| 5 \| \| Ишай Олиэль Синтаро Мотидзуки \| 2 6 \| 7 5 \| 6 0 \| \| |                                                                   |                                                                   |          |      |      |  |
| |                                                                   |                                                                   | 1        | 2    | 3    |  |
| 1 | Флаг Израиля · Флаг Японии                                        | Ишай Олиэль Сё Симабукуро                                         | 4 6      | 65 7 |      |  |
| 2 | Флаг Израиля · Флаг Японии                                        | Даниэль Цукирман Синтаро Мотидзуки                                | 1 6      | 7 65 | 6 2  |  |
| 3 | Флаг Израиля · Флаг Японии                                        | Эдан Лешем / Даниэль Цукирман Бен Маклахлан / Кайто Уэсуги        | 2 6      | 62 7 |      |  |
| 4 | Флаг Израиля · Флаг Японии                                        | Даниэль Цукирман Сё Симабукуро                                    | 2 6      | 6 1  | 7 64 |  |
| 5 | Флаг Израиля · Флаг Японии                                        | Ишай Олиэль Синтаро Мотидзуки                                     | 2 6      | 7 5  | 6 0  |  |

### Плей-офф I Мировой группы, 2023
| Япония 4 | Bourbon Beans Dome, Мики, Япония 4—5 февраля 2023 Хард(i) | Bourbon Beans Dome, Мики, Япония 4—5 февраля 2023 Хард(i)  | Польша 0 |     |      |            |
| \| \| \| \| 1 \| 2 \| 3 \| \| \| - \| \| ---------------------------------------------------------- \| --- \| --- \| ---- \| ---------- \| \| 1 \| \| Ёсихито Нисиока Даниэль Михальский \| 6 2 \| 6 3 \| \| \| \| 2 \| \| Таро Даниэль Кацпер Жук \| 6 3 \| 6 4 \| \| \| \| 3 \| \| Ёсукэ Ватануки / Бен Маклахлан Ян Зелиньский / Лукаш Кубот \| 4 6 \| 7 5 \| 7 62 \| \| \| 4 \| \| Кайти Утида Макс Кашниковский \| 6 2 \| 7 5 \| \| \| \| 5 \| \| Таро Даниэль Даниэль Михальский \| \| \| \| not played \| |                                                           |                                                            |          |     |      |            |
| |                                                           |                                                            | 1        | 2   | 3    |            |
| 1 | Флаг Японии · Флаг Польши                                 | Ёсихито Нисиока Даниэль Михальский                         | 6 2      | 6 3 |      |            |
| 2 | Флаг Японии · Флаг Польши                                 | Таро Даниэль Кацпер Жук                                    | 6 3      | 6 4 |      |            |
| 3 | Флаг Японии · Флаг Польши                                 | Ёсукэ Ватануки / Бен Маклахлан Ян Зелиньский / Лукаш Кубот | 4 6      | 7 5 | 7 62 |            |
| 4 | Флаг Японии · Флаг Польши                                 | Кайти Утида Макс Кашниковский                              | 6 2      | 7 5 |      |            |
| 5 | Флаг Японии · Флаг Польши                                 | Таро Даниэль Даниэль Михальский                            |          |     |      | not played |